# Rick Mahorn

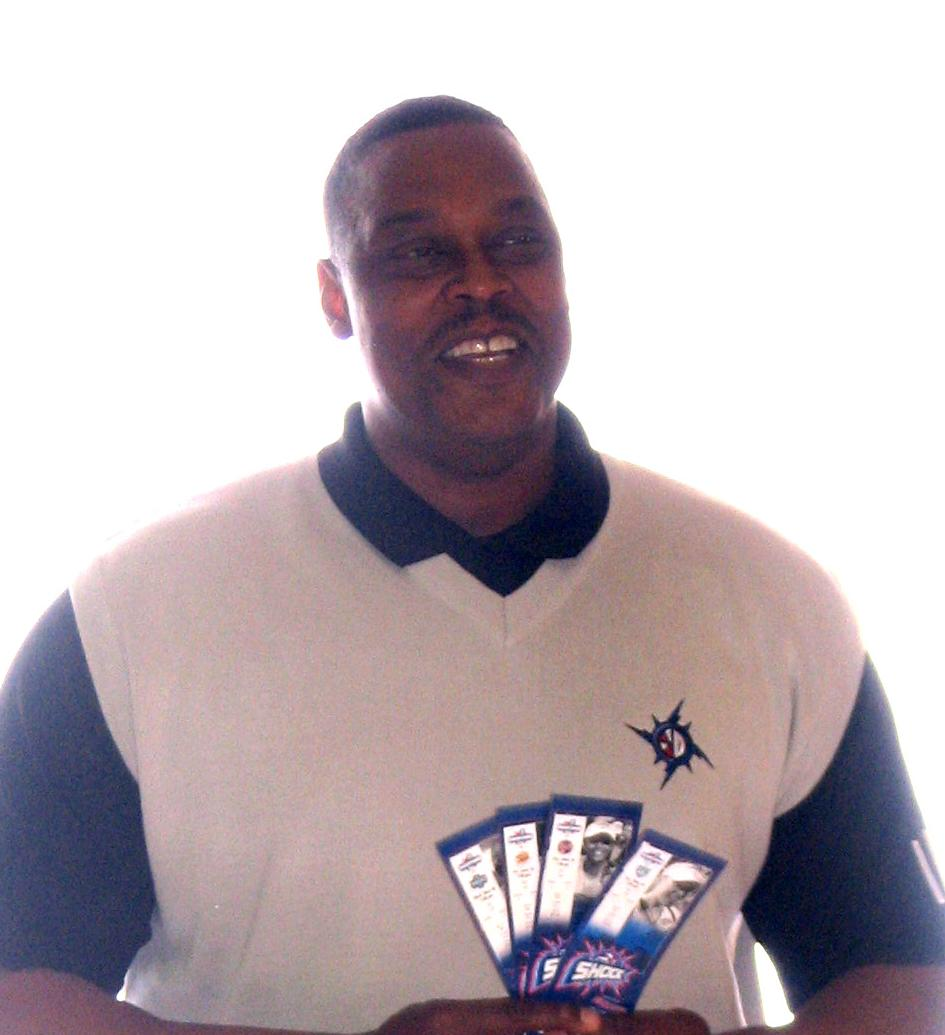
Rick Mahorn tijdens Detroit Shocks mediadag (april 2007)

Derrick (Rick) Allen Mahorn (Hartford (Connecticut, VS), 21 september 1958) is een Amerikaans oud-basketballer die met de Detroit Pistons het NBA kampioenschap van het seizoen 1988-89 won.